# Imunoensaio

Ilustração dos componentes básicos de um imunoensaio, que inclui um analito (verde), um anticorpo (preto) e um rótulo detectável (amarelo)

Um imunoensaio é um teste bioquímico que mede a presença ou concentração de uma macromolécula ou uma pequena molécula em uma solução através do uso de um anticorpo (usualmente) ou um antígeno (às vezes). A molécula detectada pelo imunoensaio é frequentemente referida como um "analito" e é em muitos casos uma proteína, embora possam ser outros tipos de moléculas, de tamanhos e tipos diferentes, desde que sejam desenvolvidos os anticorpos adequados que tenham as propriedades adequadas para o ensaio. Analitos em líquidos biológicos tais como soro ou urina são frequentemente medidos usando-se imunoensaios para propósitos médicos e de pesquisa.